# Porphyrinia leonata
Porphyrinia leonata är en fjärilsart som beskrevs av Butler 1886. Porphyrinia leonata ingår i släktet Porphyrinia och familjen nattflyn. Inga underarter finns listade i Catalogue of Life.